# Charles Antoine de La Roche-Aymon
Charles Antoine graaf de La Roche-Aymon (Mainsat (Creuse), 17 februari 1697 – Parijs, 27 oktober 1777), stamde uit een adellijk Frans geslacht uit het graafschap Marche, de graven van La Roche-Aymon. Hij was de tweede zoon van Renaud Nicolas, comte de La Roche-Aymon en Geneviève de Baudri de Piancourt en werd, zoals bij jongere zonen gebruikelijk, voorbestemd voor de geestelijke stand. Hij bekleedde hoge kerkelijke functies en werd kardinaal en grootaalmoezenier van Frankrijk.
Zijn moeder was een achternicht van de toenmalige bisschop van Mende, François-Placide de Baudri de Piancourt.
Lodewijk XVIII gaf een karakterschets van Charles Antoine de La Roche-Aymon die hij omschreef als "niet zozeer een groot theoloog maar desondanks een goed priester". Hij was een man met hoffelijkheid en een man van de wereld. Hij maakte zich klein om niemand te hinderen en was beleefd tegen meester en knecht. Hij was er zeker van dat dit de manier was om te slagen, en inderdaad was zijn loopbaan voorspoedig. De koning gaf hem uit eigen hand de rode hoed. Deze ceremonie duurde de hele dag, en de nieuwe kardinaal was zo diplomatiek om na de plechtigheid nog diezelfde avond de favoriete van de koning, madame de Pompadour, nederig te bedanken voor haar protectie. Hij amuseerde met zijn aanhankelijkheid aan haar het gehele hof. Ook met madame du Barry kon hij het goed vinden. De dauphine, Marie Antoinette was door de kardinaal zelf in de godsdienst onderwezen maar zij geraakten gebrouilleerd, maar Zijne Eminentie had manieren gevonden om weer in de gunst te komen.

## Kerkelijke en wereldlijke loopbaan
Charles Antoine stamde uit een familie die al eerder hoge geestelijken had voortgebracht. In de Gallicaanse kerk, de rooms-katholieke kerk in Frankrijk, was het gebruikelijk dat de koning de hoge geestelijke waardigheden zoals bisschop en abt verdeelde. Op 10 april 1724 promoveerde hij in Parijs tot Doctor in de Theologie. De banen en de daarbij behorende prebenden kwamen bij loyale edelen terecht. Deze vorm van protectie leverde de jonge Charles Antoine een zetel als kanunnik in het adellijke kapittel van Saint-Pierre de Mâcon en later de ambten van bisschop van Tarbes, aartsbisschop van Toulouse, aartsbisschop en hertog van Reims op.

Het wapen van Charles Antoine de La Roche-Aymon als kardinaal en aartsbisschop. Een dergelijk wapen met verwijzingen naar wereldlijke zaken als de Orde van de Heilige Geest en de kroon van een pair van Frankrijk is in de kerkelijke heraldiek nu niet meer gebruikelijk. De pronkstukken in het wapen verwijzen naar zijn functie als grootaalmoezenier van Frankrijk. De blauwe met hermelijn gevoerde wapenmantel behoort bij het Pairie de France. De kroon is die van een Duc et Pair van Frankrijk.

De eerste stap op de ladder van de kerkelijke loopbaan werd gezet dankzij de protectie van een andere oudoom, Antoine de Charpin de Genétines, bisschop van Limoges. Deze benoemde zijn achterneef tot algemeen vicaris van het bisdom en coadjutor met recht van opvolging. Charles Antoine de La Roche-Aymon werd op 5 augustus 1725 Bisschop van Sarepte "in partibus".
Dankzij zijn adellijke afkomst, zijn familierelaties en de protectie van de koning hoopten de kerkelijke ambten zich daarna op. Hij werd een hoveling en op 12 november 1730 preekte hij in Versailles voor een gehoor waartoe ook koning Lodewijk XV behoorde.
De koning schonk hem de abdijen van Aubazine en in januari 1729 de Abdij van Sordes, in juli 1731 volgde Beaulieu en in juni 1757 de abdij van la Trinité de Fécamp.
In 1761 schonk de koning hem de rijke abdij van Cercamps en op 22 januari 1765 de voorname, in Parijs gelegen Abbaye de Saint-Germain-des-Prés.
Aan het “bezit” van deze abdijen was geen werk verbonden. De abt genoot de inkomsten en bezat de abdij als een “sinecure”.
Charles Antoine de La Roche-Aymon werd in 1742 gekozen tot bestuurder van oude Académie des Jeux floraux.
Hij werd bisschop van Tarbes in oktober 1729, aartsbisschop van Toulouse in januari 1740, aartsbisschop van Narbonne als opvolger van Jean-Louis Des Balbes de Berton de Crillon en daarmee ook president van de Staten van de Languedoc in 1752. Als aartsbisschop van Narbonne werd hij een van de zeven commandeurs in de Orde van de Heilige Geest op 10 juni 1753.
In 1760 werd hij "Grootaalmoezenier van het Koninkrijk" (grand aumônier du royaume) .
De loopbaan culmineerde in de benoeming tot aartsbisschop van Reims en hertog van Reims en eerste geestelijke pair van Frankrijk in 1763. Hij volgde Alexandre Angélique de Talleyrand-Périgord op.
Als aartsbisschop van Reims voerde Charles Antoine de La Roche-Aymon het devies "JUSTITIA ET PAX OSCULATAE SUNT" uit Psalm 84 .

## Kardinaal
Op 16 december 1771 werd hij door Clemens XIV tot kardinaal verheven. Het kardinalaat was eigenlijk bestemd geweest voor oudere, waardiger geestelijken maar La Roche-Aymon ging er na veel intriges met de "hoed" vandoor.
Zoals in Frankrijk gebruikelijk was (en is) overhandigde het staatshoofd, in zijn tijd Lodewijk XV, hem de rode hoed die door de kardinalen mag worden gedragen.

## Politieke loopbaan

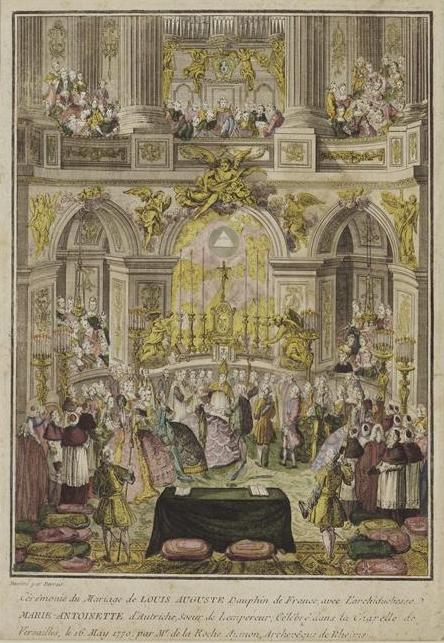
De aartsbisschop van Reims sluit het huwelijk van de Dauphin, de latere Lodewijk XVI en Marie Antoinette in de kapel in Versailles

Als lid van de "assemblées du clergé" in 1735, 1740, 1745 et 1748 en als voorzitter van deze raad na 1760 was hij uiterst regeringsgetrouw. Hij stemde voor het afstaan van grote sommen geld uit de kerkelijke kassen om de marine te versterken. .
De in 1770 tot deken van de Franse bisschoppen gekozen La Roche-Aymon werd in 1771 tot minister van de Register van de Kerkelijke inkomsten, de "feuille des bénéfices", benoemd. De positie bracht veel macht met zich me want de kerk inde feodale rechten en tienden. Hij was de opvolger van de in ongenade gevallen Louis Sextius Jarente de La Bruyère.
In de invloedrijke positie van president van de Staten van Languedoc vertegenwoordigde hij de belangen van het het hof en van de hoge adel.
In 1771 was het Charles Antoine de La Roche-Aymon, inmiddels deken van de Franse bisschoppen, die in Versailles het huwelijk tussen de dauphin, de toekomstige Lodewijk XVI, en aartshertogin Marie Antoinette van Oostenrijk Lotharingen sloot. Op 11 juni 1775 kroonde hij Lodewijk XVI in Reims.
Het sterfbed van Lodewijk XV
Op 10 mei 1774 verzamelden de geestelijken zich rond het sterfbed van Lodewijk XV. De koning stierf aan pokken en gangreen. Na jarenlang de decadente en in hun ogen uiterst zondige levensloop van de koning te hebben moeten aanzien rekenden de geestelijken nu af met hun stervende, en daardoor machteloos aan hen overgeleverde vorst. Zij eisten na een oorbiecht, waarop geen absolutie volgde, dat de stervende vorst zijn zonden in het openbaar zou opbiechten. Alzo geschiedde en grootaalmoezenier de La Roche-Aymon bediende de stervende met de Laatste heilige sacramenten.
Het einde van de kardinaal
De 80 jaar oude kardinaal stierf op in Parijs in zijn vertrekken in het Klooster van Saint-Germain-des-Prés en werd in de nog bestaande kapel begraven.

## Beeldmateriaal
- Anonyme, Portrait du cardinal de La Roche-Aymon, peinture, XVIIIe s. Conservé au château d'Aulteribe. Classé monument historique.
- Anonyme, Monseigneur de La Roche-Aymon, archevêque de Narbonne, peinture, XVIIIe s. Conservé dans l'ancienne cathédrale Saint-Just-et-Saint-Pasteur de Narbonne. Classé monument historique.
- Atelier d'Alexandre Roslin, Monseigneur de La Roche-Aymon, archevêque de Reims, peinture, vers 1769. Conservé aux Fine Arts Museum de San Francisco.
- Benjamin Duvivier, Mr le cardinal de la Roche Aymon, archevêque de Reims, dessin, 1760. Musée du Louvre, département des arts graphiques.